# Luigi Arbib Pascucci
Luigi Arbib Pascucci (Roma, 30 ottobre 1909 – Bir el Abd, 5 novembre 1942) è stato un militare italiano decorato con la medaglia d'oro al valor militare.

## Biografia
Conseguita la laurea in economia e commercio presso l'università di Roma, si arruolò volontario quale allievo ufficiale nel novembre del 1934 e nel 1935 ottenne la nomina a sottotenente, destinato al 51º Reggimento fanteria. Trasferito nel febbraio del 1936 al reggimento carri armati, alla fine di aprile partiva col III battaglione carri d’assalto per l'Africa Orientale dove partecipava, nella Divisione speciale Laghi, alle operazioni di polizia coloniale nella regione dei Galla e Sidamo.
Rimpatriato nel giugno del 1937 e collocato in congedo, nel corso della seconda guerra mondiale venne richiamato nel dicembre del 1941 col grado di tenente e il 9 agosto 1942, raggiungeva in volo il 132º Reggimento fanteria carrista della 132ª Divisione corazzata "Ariete", allora schierato sul fronte di El Alamein, al comando della 10ª Compagnia del XIII battaglione carri medi M13/40. Durante la campagna del Nordafrica, nel corso della seconda battaglia di El Alamein, sacrificò la propria vita per salvare i suoi compagni in battaglia. Venne promosso capitano con decorrenza del 1º gennaio 1942 e gli venne conferita la medaglia d'oro al valor militare.

## Riconoscimenti
Alla sua memoria è stata dedicata una strada (Via Luigi Arbib Pascucci) a Roma nella porzione nord ovest del quartiere Balduina ed è stato intitolato Il XIII battaglione carri del 182º Reggimento fanteria corazzata "Garibaldi", sciolto il 15 luglio 1976 nell'ambito della ristrutturazione dell'Esercito Italiano che prevedeva l'abolizione dei reggimenti e la creazione appunto di battaglioni autonomamente operativi. Il XIII Battaglione carri mutò poi denominazione in 13º Battaglione carri "Pascucci"  e venne trasferito a Cordenons, alle dipendenze della Brigata meccanizzata "Brescia" della Divisione meccanizzata "Mantova", per passare nel 1986 alla 132ª Brigata corazzata "Ariete" ed essere infine sciolto il 31 marzo 1991.

## Curiosità
Nel gioco di guerra online World of Tanks, la sua impresa è ricordata con una medaglia commemorativa (appunto la "Medaglia Pascucci") assegnata al giocatore che si impegna a distruggere almeno 2 artiglierie semoventi nemiche.